# Idomeni
Idomeni (grčki: Ειδομένη, do 1926. Σέχοβο, makedonski:Сехово ili  Сеово) je naselje u grčkoj periferiji Središnjoj Makedoniji na granici sa Sjevernom Makedonijom. Kroz Idomeni prolazi željeznička pruga Solun-Beograd.
Naselje je postalo poznato 2014. godine u vrijeme migracijska krize kada su tisuće migranata preko Idomenia ulazile u Sjevernu Makedoniju na putu za Zapadnu Europu. Nakon što je Sjeverna Makedonija zatvorila granicu i postavila žicu u Idomeniu se našlo tisuće migranata u kampu. U jednom trenutnu u kampu je bilo više od 15.000 osoba.

## Povijest
Prije 1926. Idomeni je bio poznat pod nazivom Sehovo (grčki: Σέχοβο, bugarski: Сехово, makedonski: Сехово) ili Seovo (grčki: Σέοβο), preimenovan je 1936. u Idomeni prema drevnom grčkom gradu "Idomene", koji se nalazio u blizini modernog naselja. Tijekom Grčkog rata za neovisnost 1821. godine stanovnici Sehova pod vodstvom Zafiriosa Stamatiadesa pobunili su se protiv osmanske vlasti. Selo je uništeno od strane otomanskih vojnih vlasti 1824, kao osveta za sudjelovanje u pobuni. Od 1870. do Balkanskih ratova puno nacionalnih sukoba dogodilo se između Grka i Bugara.

## Vanjske poveznice
- Internet stranica naselja